# Prins Karls Forland

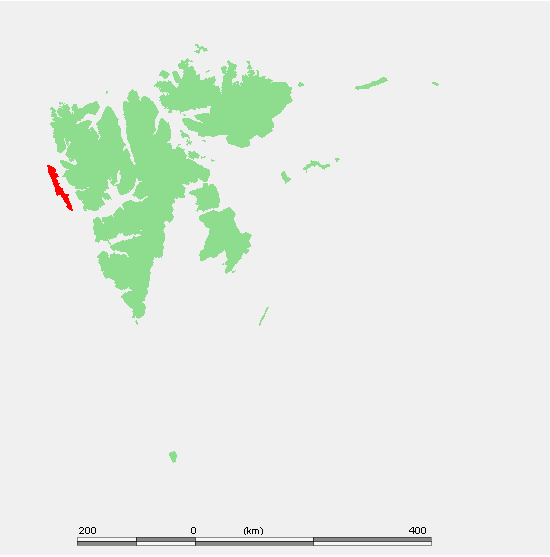
Prins Karls Forland dans l'archipel du Svalbard.

Prins Karls Forland, Forlandet ou île du Prince-Charles (mieux connue sous son appellation anglaise Prince Charles Foreland) est une île de la mer du Groenland,  dans l'archipel arctique du Svalbard.
L'île est à l'ouest de la Terre d'Oscar II sur le Spitzberg et constitue la partie occidentale du Svalbard. L'ensemble de l'île et ses zones océaniques environnantes constitue le parc national de Forlandet.